# Bahnhofstraße (Saarbrücken)

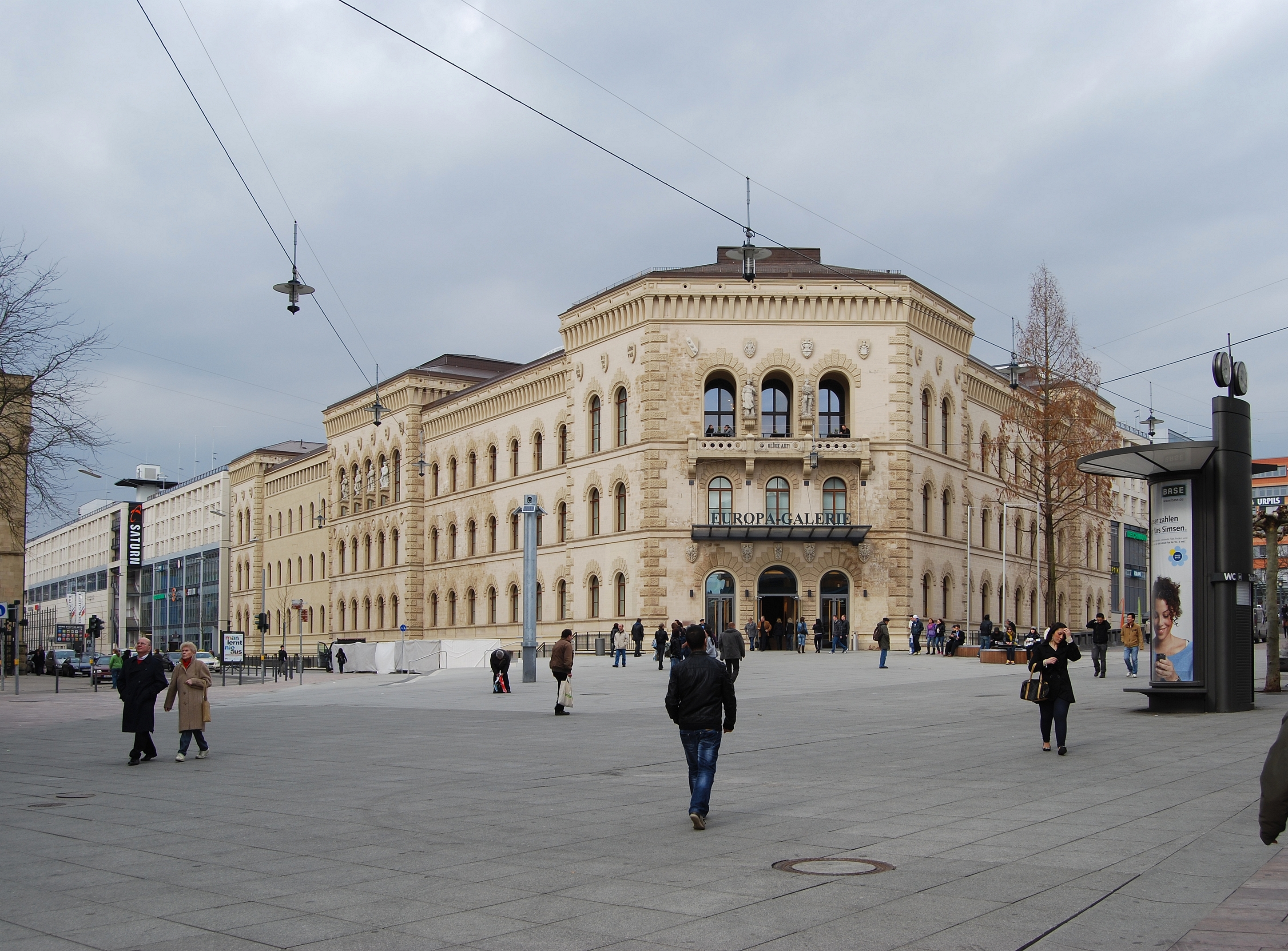
Das Ende der Bahnhofstraße vor der Europa-Galerie, links beginnt die Trierer Straße und rechts die Reichsstraße

Die Bahnhofstraße Saarbrücken ist eine Fußgängerzone in Saarbrücken. Die Bahnhofstraße Saarbrücken beginnt am St. Johanner Markt und endet  an der Europa-Galerie. Ihre Länge beträgt etwa 1,5 km.

## Lage
Die Bahnhofstraße beginnt am St. Johanner Markt und endet an einem namenlosen Platz, von dem aus sich in westlicher Richtung die Trierer Straße, in südlicher Richtung die Faktoreistraße und in nördlicher Richtung die Reichsstraße zum Hauptbahnhof hin fortsetzen. An dem Platz befindet sich einer der Eingänge der Europa-Galerie Saarbrücken (ehemalige Bergwerksdirektion Saarbrücken). Die Bahnhofstraße ist in ihrer vollen Länge als Fußgängerzone angelegt und überquert in ihrem nahezu geradlinigen Verlauf von Ost nach West vier Straßen; drei dieser Querungen sind mit Ampelanlagen versehen. Die ersten beiden querenden Straßen, die Betzenstraße und die Dudweilerstraße, an der sich die Diskontoecke befindet, können an Werktagen zu Ladenöffnungszeiten durch eine private Unterführung, die Diskonto-Passage, ampelfrei passiert werden. Die meisten der im weiteren Verlauf links und rechts abgehenden Straßen sind in das Fußgängerzonensystem der Einkaufszone der Saarbrücker Innenstadt integriert. Die in südliche Richtung führenden Straßen gehen entweder zur Berliner Promenade oder zur darunter liegenden, in den Jahren 2011–2013 im Rahmen des Stadterneuerungsprojektes „Stadtmitte am Fluss“ vollkommen neu gestalteten Saaruferpromenade gleichen Namens.

## Geschichte
Die Bahnhofstraße Saarbrücken wurde um 1852 als Verbindung vom Hauptbahnhof Saarbrücken zum St. Johanner Markt errichtet. Die Bahnhofstraße erlebte schon früh einen Boom. Um 1880 wurde die Bergwerksdirektion Saarbrücken eröffnet. Seit 1890 führte die Straßenbahn Saarbrücken durch die Bahnhofstraße, später durfte auch die Riegelsberger Straßenbahn die Gleise dort verwenden. Zur Zeit des Nationalsozialismus trug die Bahnhofstraße den Namen Adolf-Hitler-Straße. Im Zweiten Weltkrieg wurde die einst so belebte Bahnhofstraße fast vollständig verwüstet.
Von 1953 bis 1964 fuhr die Linie 10 des Oberleitungsbus Saarbrücken durch die Bahnhofstraße, nachdem die Riegelsberger Straßenbahn stillgelegt worden war. Nach 1960 wurden die meisten der wenigen übrig gebliebenen alten Gebäude abgerissen. 1965 fuhr die letzte Straßenbahn durch den Stadtteil. Seitdem war es eine reine Hauptverkehrsstraße. Um 1970 wurden die Gleise der Straßenbahn entfernt. Seit den 1990er Jahren wurde die Straße allmählich zur Fußgängerzone und die Buslinien und der Verkehr wurden in die nahegelegene Kaiserstraße umgeleitet. 2008 wurde eines der wenigen verbliebenen Vorkriegshäuser in der Bahnhofstraße abgerissen und durch eine C&A-Filiale ersetzt.
2016 zählt die Bahnhofstraße mit 6.580 Passanten pro Stunde zur bestbesuchten Einkaufsmeile der mittelgroßen Städte Deutschlands.